# Guero
Albums de Beck
Sea Change
(2002) Guerolito
(2005)
Singles
1. E-Pro
Sortie : 14 mars 2005
2. Girl
Sortie : 4 juillet 2005
3. Hell Yes
Sortie : 2005

Guero est le neuvième album studio du musicien américain Beck sorti le 29 mars 2005. Cet album marque le retour du style marquant d'Odelay, avec certaines influences brésiliennes rappelant toutefois davantage le style de Mutations.
L'album profite d'une promotion par ses singles E-Pro, Girl et Hell Yes, et débute au deuxième rang du Billboard 200. À ce jour, il s'agit du meilleur résultat dans les chartes pour Beck (plus de 868 000 copies vendues aux États-Unis en date du mois de juillet 2008). L'album reçoit des critiques généralement positives.
Un album de remixes de Guero appelé Guerolito paraît plus tard la même année.

## Contexte et parution
Une version non-mixée et non-masterisée de Guero fuit en janvier 2005, sous le titre Ubiquitous. La liste des chansons diffère toutefois de celle officiellement annoncée pour l'album.

### Titre de l'album
«Güero» (pron. ['wero]), est de un terme d'argot mexicain en espagnol référant à une personne à peau pâle ou à cheveux blonds. Beck mentionne avoir été souvent traité de güero durant son enfance, d'où le titre de l'album et la chanson Qué Onda Guero (pouvant se traduire en «Qu'est-ce qu'il y a, petit blond?»).

### Collaborations
Jack White joue de la basse sur Got It Alone. Money Mark, claviériste des Beastie Boys, joue de l'orgue sur Earthquake Weather. La voix de Petra Haden, ancienne membre de That Dog et The Rentals, peut être entendue dans la chanson Rental Car, et celle de Christina Ricci fait une apparition dans Hell Yes.
La chanson Black Tambourine fait partie de la bande sonore du film Inland Empire de David Lynch ainsi que dans la bande-annonce du film (500) jours ensemble.

### Pochette
La pochette de l'album a été réalisée par l'artiste canadien Marcel Dzama. 

## Réception critique
Guero recoit des critiques généralement positives et détient un score de 78 sur Metacritic. L'album se voit également inclus dans le livre Les 1001 albums qu'il faut avoir écoutés dans sa vie.

## Titres
| No  | Titre              | Durée |
| --- | ------------------ | ----- |
| 1.  | E-Pro              | 3:25  |
| 2.  | Qué Onda Guero     | 3:29  |
| 3.  | Girl               | 3:29  |
| 4.  | Missing            | 4:43  |
| 5.  | Black Tambourine   | 2:46  |
| 6.  | Earthquake Weather | 4:26  |
| 7.  | Hell Yes           | 3:17  |
| 8.  | Broken Drum        | 4:29  |
| 9.  | Scarecrow          | 4:15  |
| 10. | Go It Alone        | 4:08  |
| 11. | Farewell Ride      | 4:18  |
| 12. | Rental Car         | 3:05  |
| 13. | Emergency Exit     | 4:02  |